# La Ribera de Folgoso
La Ribera de Folgoso es una localidad perteneciente al municipio de Folgoso de la Ribera, en la comarca de El Bierzo, provincia de León, comunidad autónoma de Castilla y León, España.

## Historia
Los primeros vestigios de la presencia humana en La Ribera se remontan a la Edad del Bronce, habiéndose encontrado puntas de lanza datados en la misma en el del Corón de las Torcas.
No obstante, la creación de La Ribera como localidad se dataría en la Edad Media, cuando quedó integrada en el Reino de León, en cuyo seno se habría acometido su fundación o repoblación. Por otro lado, debido a su adscripción territorial a este territorio desde inicios del siglo X, durante toda la Edad Media y la Moderna la localidad formó parte de la jurisdicción del «Adelantamiento del reino de León».
A partir del reinado de Alfonso VI de León, se produce una profunda reorganización de la zona en tenencias y merindades. En este proceso, La Ribera de Folgoso se integró dentro de la tenencia del Boeza (que se extendía sobre las faldas de los Montes de León y los valles de los ríos Boeza, Tremor y Noceda), de la que se tiene noticia, por primera vez, en 1124 (durante el reinado de Urraca I de León), cuando estaba en manos del conde Suero Bermúdez. Sin embargo, hay poca información acerca de las personas que fueron desempeñando esta tenencia pero se sabe que tenía gran relevancia y, de hecho, en 1187, se dice que Velasco Fernandi es tenente Bergidum et Bueza (tenente de El Bierzo y Boeza) dando a entender que ambas gozaban de la misma relevancia.
A finales del siglo XII, en el año 1198, el rey Alfonso IX de León concedió fuero propio a Bembibre, lo que otorgó a este burgo el control administrativo y económico de la cuenca del Boeza, quedando supeditada a dicha localidad La Ribera de Folgoso.
En la Edad Moderna, con la reducción de ciudades con voto en Cortes a partir de las Cortes de 1425, La Ribera pasó a estar representadas por León en las Cortes de la Corona, lo que le hizo formar parte de la provincia de León en la Edad Moderna, situándose dentro de esta en el partido de Ponferrada.
Finalmente, en la Edad Contemporánea, en 1821 La Ribera de Folgoso fue una de las localidades que pasó a formar parte de la provincia de Villafranca, si bien al perder esta su estatus provincial al finalizar el Trienio Liberal, en la división de 1833 quedó adscrita, junto al resto de localidades del municipio, a la provincia de León, dentro de la Región Leonesa.

## Demografía
El censo de 2021 del INE registraba una población de 416 habitantes en la localidad, lo que convertía a La Ribera de Folgoso en la localidad más poblada del municipio de Folgoso de la Ribera.

## Servicios
Posee una Casa del Pueblo, situada en la Plaza. Dicha Casa es utilizada para diversas actividades, con el consultorio médico en la planta baja. La localidad dispone de una Iglesia del siglo XIX, la Ermita "Del Santo Cristo", Playa Fluvial, Pabellón Polideportivo y Residencia para la 3.ª Edad, Centro Social "Maribel Lafuente", Mina Escuela (Fundación Santa Bárbara), un Colegio Público perteneciente al CRA Valle del Boeza, 3 parques infantiles, 4 establecimientos de Hostelería-Bares ("El Bar de Pin", el "Mesón Ramos" y el "Bar la Plaza", Bar del "Centro Social"), y una nave desde la que se exporta el agua del Manantial "Los Barrancos" hacia diversos lugares de la Península y de Europa.

## Playa Fluvial
La localidad posee una hermosa playa fluvial en los márgenes del Río Boeza, en el centro mismo del pueblo, inaugurada en el año 2009. Cuenta con un gran ambiente y a la vez se puede disfrutar de la acogida y tranquilidad que ofrece el medio rural, si bien está comunicada perfectamente con los núcleos urbanos cercanos como Bembibre (5 km) y Ponferrada (20 km), que disponen de todos los servicios necesarios. 
Características de la playa:
- Situada en la misma localidad
- Río: Boeza
- Tipo de playa: Césped
- Paseo Fluvial
- Zonas disponibles: A ambos márgenes del río
- Sombra: Sombrillas de madera y paja y árboles
- Vestuarios y servicios
- Bar o puestos de bebidas: A menos de 50 metros
- Merendero
- Barbacoas
- Zona en el agua habilitada para niños, con una profundidad máxima en el lugar más profundo de 80cm, separada con una línea de boyas, para que disfruten sin peligro de la Seta y el Tobogán Rana
- Aparcamiento

## Cultura

### Pendón concejil
La localidad conserva un ejemplo de pendón leonés, enseña de tipo concejil representativa de las localidades del antiguo reino leonés, que en el caso de La Ribera se compone de los colores azul, encarnado y blanco.

## Monumentos
- Iglesia parroquial. Construida en el siglo XVIII, posee tres retablos frontales y dos laterales.
- Potro para herrar.
- Bodegas subterráneas.

## Fiestas
En el pueblo se celebran dos fiestas anuales, "La Pilarica", que se celebra el primer domingo después de Semana Santa, y "Corpus Christi".